# Mina alla Bussola dal vivo
Mina alla Bussola dal vivo је први албум уживо италијанске певачице Мине, објављен 1968. године за издавачку кућу PDU.

## Списак пјесама
1. Chi dice non da — 2:44
2. Regolarmente — 2:52
3. Cry —  3:33
4. Un colpo al cuore — 3:29
5. Se stasera sono qui — 4:02
6. C’è più samba — 3:34
7. La voce del silenzio — 3:30
8. Per ricominciare — 3:32
9. Allegria —  2:14
10. Deborah —  3:39

## Позиције на листама
| Листа (1968)              | Највиша позиција |
| ------------------------- | ---------------- |
| Италија (Musica e dischi) | 1                |